# Årbosjön
Årbosjön är en sjö i Falu kommun och Leksands kommun i Dalarna och ingår i Dalälvens huvudavrinningsområde. Sjön är 16,2 meter djup, har en yta på 1,04 kvadratkilometer och befinner sig 200,1 meter över havet. Sjön avvattnas av vattendraget Faluån (Säpptjärnsån).

## Delavrinningsområde
Årbosjön ingår i det delavrinningsområde (673426-147122) som SMHI kallar för Utloppet av Årbosjön. Medelhöjden är 242 meter över havet och ytan är 8,02 kvadratkilometer. Räknas de 17 avrinningsområdena uppströms in blir den ackumulerade arean 133,38 kvadratkilometer. Faluån (Säpptjärnsån) som avvattnar avrinningsområdet har biflödesordning 3, vilket innebär att vattnet flödar genom totalt 3 vattendrag innan det når havet efter 250 kilometer. Avrinningsområdet består mestadels av skog (70 procent). Avrinningsområdet har 1,11 kvadratkilometer vattenytor vilket ger det en sjöprocent på 13,9 procent. Bebyggelsen i området täcker en yta av 0,52 kvadratkilometer eller 6 procent av avrinningsområdet.